# Itaitinga (kommun)
Itaitinga är en kommun i Brasilien.   Den ligger i delstaten Ceará, i den östra delen av landet, 1 700 km nordost om huvudstaden Brasília. Antalet invånare är 35 838. Itaitinga ligger vid sjöarna  Açude Riachão och Açude Pacoti.
Följande samhällen finns i Itaitinga:
- Itaitinga

Omgivningarna runt Itaitinga är huvudsakligen savann. Runt Itaitinga är det ganska tätbefolkat, med 108 invånare per kvadratkilometer.